# Ben Husaby
Benjamin Niclas „Ben“ Husaby (* 26. Dezember 1965 in Eden Prairie) ist ein ehemaliger US-amerikanischer Skilangläufer.

## Werdegang
Husaby, der seit 1985 den US Ski Team angehörte, belegte bei der Winter-Universiade 1991 den 15. Platz über 15 km und bei den Olympischen Winterspielen 1992 in Albertville den 46. Platz in der Verfolgung, den 26. Rang über 10 km klassisch und zusammen mit John Aalberg, John Bauer und Luke Bodensteiner den 12. Platz in der Staffel. In der Saison 1992/93 errang er bei den Nordischen Skiweltmeisterschaften 1993 in Falun den 37. Platz über 30 km klassisch und holte dort mit dem 28. Platz in der Verfolgung und den 26. Rang über 10 km klassisch seine einzigen Weltcuppunkte. Zu wurde er dort Zwölfter mit der Staffel. Bei den Olympischen Winterspielen 1994 in Lillehammer kam er auf den 53. Platz über 50 km klassisch, auf den 52. Rang über 10 km klassisch und auf den 43. Platz in der Verfolgung. Zudem errang er dort zusammen mit John Aalberg, Todd Boonstra und Luke Bodensteiner den 13. Platz in der Staffel. Im folgenden Jahr lief er bei den Nordischen Skiweltmeisterschaften in Thunder Bay auf den 64. Platz über 30 km klassisch. In der Saison 1995/96 holte er fünf Siege im Continental-Cup und belegte zudem zweimal den zweiten und dreimal den dritten Platz. In der folgenden errang er jeweils einmal den dritten, zweiten und ersten Platz im Continental-Cup. Nach seiner Karriere war er Trainer an der Mt. Bachelor’s Ski Education.

## Siege bei Continental-Cup-Rennen
| Nr. | Datum             | Ort         | Disziplin       | Serie           |
| --- | ----------------- | ----------- | --------------- | --------------- |
| 1.  | 16. Dezember 1995 | Bend        | 10 km klassisch | Continental-Cup |
| 2.  | 17. Dezember 1995 | Bend        | 10 km Freistil  | Continental-Cup |
| 3.  | 11. Februar 1996  | Thunder Bay | 30 km klassisch | Continental-Cup |
| 4.  | 19. Februar 1996  | Giant Ridge | 20 km klassisch | Continental-Cup |
| 5.  | 27. März 1996     | Sun Valley  | 10 km klassisch | Continental-Cup |
| 6.  | 8. Dezember 1996  | Kimberley   | 15 km klassisch | Continental-Cup |

## Teilnahmen an Weltmeisterschaften und Olympischen Winterspielen

### Olympische Spiele
- 1992 Albertville: 12. Platz Staffel, 26. Platz 10 km klassisch, 46. Platz 15 km Verfolgung
- 1994 Lillehammer: 13. Platz Staffel, 43. Platz 15 km Verfolgung, 52. Platz 10 km klassisch, 53. Platz 50 km Freistil

### Nordische Skiweltmeisterschaften
- 1993 Falun: 12. Platz Staffel, 26. Platz 10 km klassisch, 28. Platz 15 km Verfolgung, 37. Platz 30 km klassisch
- 1995 Thunder Bay: 64. Platz 30 km klassisch